# Urnalana elatula
Urnalana elatula is een krabbensoort uit de familie van de Leucosiidae. De wetenschappelijke naam van de soort is voor het eerst geldig gepubliceerd in 2005 door Galil.